# NGC 3307
NGC 3307 és una galàxia espiral barrada situada a uns 185 milions d'anys llum de distància a la constel·lació de l'Hidra Femella. La galàxia va ser descoberta per l'astrònom John Herschel el 22 de març de 1836 i és un membre del cúmul d'Hidra.